# Notaulites crassicornis
Notaulites crassicornis là một loài tò vò trong họ Ichneumonidae.